# 中野站 (越南)
中野站（越南语：／*/?）是越南河太铁路的一座火车站，位于河内市朔山縣，距河内站40公里。铺设有标准轨及米轨共行的混合轨。